# Галлина, Винченцо
Винче́нцо Галли́на (итал. Vincenzo Gallina, 1795, Равенна, Италия — 1842, Алеппо, Сирия) — итальянский революционер, филэллин, участник Освободительной войны Греции 1821—1829 гг., принял участие в написании первой Конституции Греции во время Первого Национального Конгресса в Эпидавре.

## Биография
Галлина родился в Равенне в 1795 г.,
по одним источникам был либеральным юристом,
по другим коммерсантом.
Галлина принял участие в революции карбонариев в Равенне и упоминается в архивах австрийской полиции 1821 г. как один из четвёрки Верховного совета карбонариев (Consiglio Supremo Carbonico nelle Romagne)
с последующим примечанием, что ему разрешается въезд в австрийские пределы с условием появляться каждые 24 часа перед властями.
Лорд Байрон в своём письме от 8 января 1821 г. упоминает его как одного из вождей революции, наряду с Пьетро Гамба.
После революции карбонариев Галлина эмигрировал
и направился в восставшую Грецию вместе с Байроном и графом Пьетро Гамба (Conte Pietro Gamba), другом Байрона и соратником Галлина.
После Греции Галлина выехал в Египет, а затем в Алеппо, Сирия, где и умер в 1842 г. в возрасте 47 лет.

## Греческая революция— Первая Конституция
Галина принял участие в Греческой революции,
но, привезя с собой тексты европейских конституций, более всего стал известен своим участием в составлении Первой Конституции вместе с греческими политиками Александром Маврокордато и Негрис Теодорос, объединённых под заголовком «Временное Правление Греции», принятой 1 января 1822 г. на Первом Национальном Конгрессе в Эпидавре.
Британский филэллин Томас Гордон (филэллин), участник Освободительной войны и в дальнейшем историк пишет, что Первая Конституция написана в основном итальянцем, именуемым Gallina,
а Ириней Терсий (Тирш, Фридрих Вильгельм) пишет об этом следующим образом : «одним из них (из филэллинов) был и итальянец по имени Галлина, который привёз с собой книгу с самыми современными конституциями. Это было сокровище, с которым владелец не прощался никогда, оракул, с которым он советовался и с помощью которого им удалось установить в Греции строй, который …».
После освобождения Греции в 1835 г. Галлине была вручена серебряная государственная медаль как знак признания его вклада в написании Первой Конституции.

## Память
Имя Винченцо Галлина носит улица на его родине Равенне.